# 843 Nicolaia
843 Nicolaia este un asteroid din centura principală, descoperit pe 30 septembrie 1916, de Holger Thiele.